# 361 aC
El 361 aC va ser un any del calendari romà prejulià. En aquell temps, era conegut com a any del consolat d'Estoló i Pètic (o, més rarament, any 393 ab urbe condita o de la fundació de la ciutat). L'ús del nom «361 aC» per referir-se a aquest any es remunta a l'alta edat mitjana, quan el sistema Anno Domini va ser el mètode de numeració dels anys més comú a Europa.

## Esdeveniments

### Àsia Menor
- Mazeu, militar persa, és nomenat sàtrapa de Cilícia.[2]

### Antiga Grècia
- Cal·lístrat d'Afidnes, orador i polític d'Atenes, torna a ser jutjat per l'afer d'Oropos, ocupada per un cos d'exiliats de la ciutat dirigits per Temisó i, per tant, perduda per Atenes, l'any 366 aC. Cal·lístrat va defensar l'acord de cessió de la ciutat, i jutjat en aquell moment, va ser absolt. En aquest segon judici és condemnat a mort, però s'escapa i s'exilia a Metone de Macedònia.[3]

### Antiga Roma
- Aquest any són nomenats cònsols Gai Licini Calvus Estoló i Gai Sulpici Pètic. Els dos cònsols van atacar els hèrnics i van ocupar Ferentínum. Pètic va obtenir els honors del triomf al seu retorn a Roma.[4]
- Els gals arriben vora Roma per la Via Salària i acampen en un turó. Davant del perill s'anomena dictador a Tit Quinti Pennus Capitolí Crispí. Segons els Fasti va obtenir l'honor del triomf, al vèncer els enemics.[4]
- Tit Manli Imperiós Torquat servia a les ordres del dictador Capitolí Crispí. Es va fer famós per matar en un combat singular un gal gegantí. Del cos mort del gal va agafar el pesat collar (torques) que portava al coll i se'l va posar al damunt; des de llavors els seus camarades li van donar el sobrenom de Torquat que després va ser un cognom hereditari.[5]

### Xina
- El Duc Xiao de Qin és el governant de l'estat de Qin des d'aquest any fins al 338 aC durant el període dels Regnes Combatents de la història xinesa.[6]

## Naixements
- Agàtocles, tirà de Siracusa (m. el 289 aC). Diodor de Sicília. Biblioteca històrica, XX, 61

## Necrològiques
- Datames, sàtrapa i virtual rei de Capadòcia durant l'Imperi Persa. Mitridates I, sàtrapa del Pont, es va guanyar la seva amistat i li va proposar una aliança per anar junts contra el rei Artaxerxes II. Després d'un temps de reunió, Mitridates fingint que s'havia oblidat alguna cosa va recuperar una de les espases que havia amagat i va matar Datames.[7]